# Spoorlijn Orbe - Chavornay
De spoorlijn Orbe - Chavornay is een Zwitserse spoorlijn tussen Orbe en Chavornay gelegen in het kanton Vaud.

## Geschiedenis
Het traject werd in mei 1856 door Chemin de fer Orbe-Chavornay (OC) geopend. Op 1 juni 2003 sloot de Chemin de fer Orbe-Chavornay (OC) zich aan bij de TRAVYS. In 2008 fuseerden de Chemin de fer Orbe-Chavornay (OC) en de TRAVYS.

## Treindiensten
De treindienst op dit traject wordt uitgevoerd door TRAVYS.

## Aansluitingen
In de volgende plaats is er een aansluiting van de volgende spoorlijn:

### Chavornay
- Jurafusslinie, spoorlijn tussen Olten en Lausanne / Genève

## Elektrische tractie
Het traject werd geëlektrificeerd met een spanning van 750 volt gelijkstroom.

## Afbeeldingen

Trajectkaart
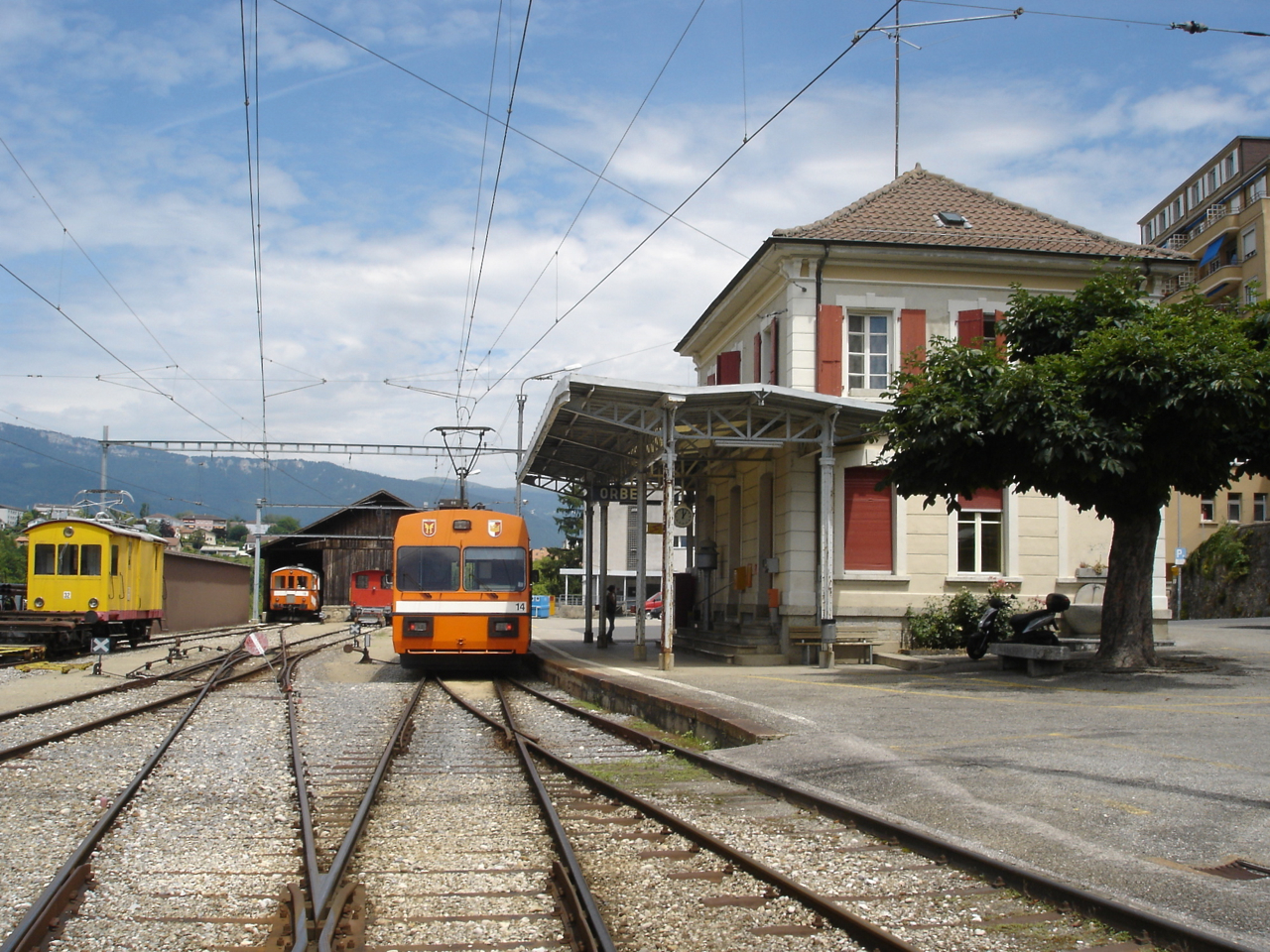
Station Orbe
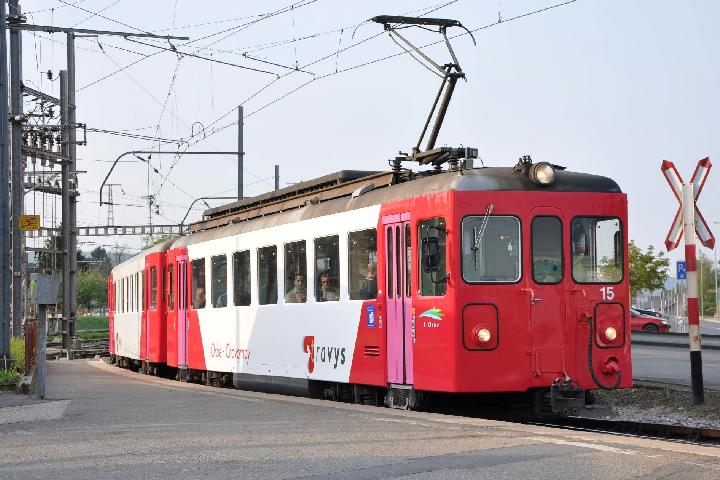
Trein in station Chavornay